# Glenn L. Martin Company

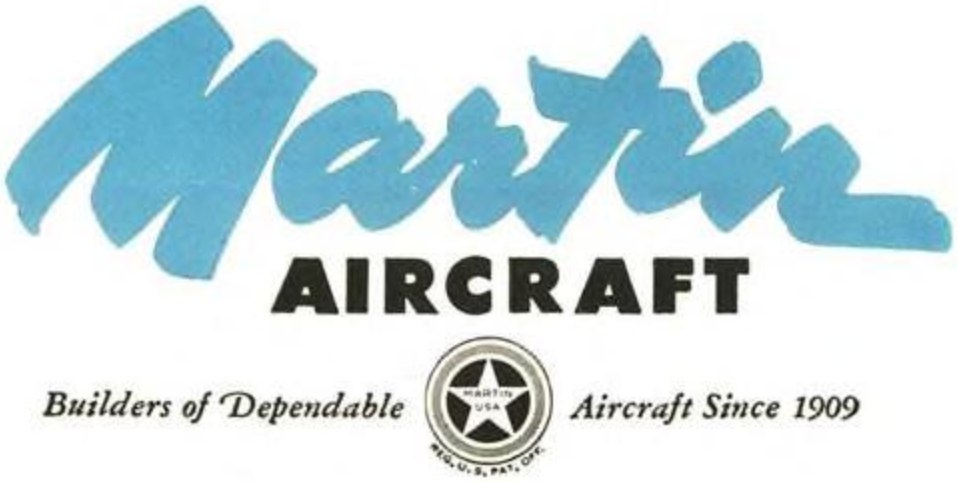
logo Glenn L. Martin Company

Glenn L. Martin Company – amerykańska wytwórnia lotnicza założona w 1912 roku przez jednego z pionierów lotnictwa w Stanach Zjednoczonych Glenna Martina. W 1916 firma połączyła się z Wright Company, ale już rok później Martin zdecydował się ponownie założyć własną firmę nazwaną raz jeszcze Glenn L. Martin Company. Dwiema pierwszymi konstrukcjami drugiej samodzielnej firmy Martina były bombowce Martin MB-1 i Martin MB-2.
W latach 30. firma zbudowała serię łodzi latających dla US Navy oraz Pan American World Airways (China Clipper). W czasie II wojny światowej w zakładach Martina produkowano między innymi B-26 Marauder, Martin Maryland, PBM Mariner oraz XPB2M Mars.
W 1961 Martin Company połączyła się z American-Marietta Corporation, tworząc Martin Marietta, a w 1995 roku Martin Marietta połączyła się z Lockheed Corporation, tworząc Lockheed Martin.